# Charles-Albert Gerbais de Sonnaz
Pour les articles homonymes, voir Gerbais et Gerbaix.
Pour les autres membres de la famille, voir Famille Gerbais de Sonnaz.
Charles-Albert Gerbais de Sonnaz (en italien Carlo Alberto Gerbaix de Sonnaz), né le 10 janvier 1839 à Nice (alors province de Nice du royaume de Sardaigne) et mort le 16 avril 1920 à Rome, est un diplomate et homme politique italien. Membre de la branche cadette de la famille noble, d'origine savoyarde, Gerbais de Sonnaz, il porte le titre de comte.
Il ne doit pas être confondu avec son parent, issu de la branche aînée, le comte Charles Albert Aimé de Gerbais de Sonnaz (1847-…).

## Biographie

### Famille
Charles-Albert Gerbais de Sonnaz est né le 10 janvier 1839,, à Nice. Il est le fils du général comte Hector Gerbaix de Sonnaz, ancien sénateur du royaume de Sardaigne, et de Maria Teresa Gallone,,. Il a deux frères, Joseph (Giuseppe) (1828-1905) et Janus (1845-....). Joseph (Giuseppe) embrassera une carrière militaire et sera sénateur du royaume d'Italie.
Il est le filleul du roi Charles-Albert de Sardaigne.
Il se marie, au mois d'octobre 1898, avec Maria Avogadro di Collobiano. L'union est sans postérité. Le site du Sénat de la République (Italie) — senato.it indique comme épouse Leonia de Canchaux.

### Carrière diplomatique
Charles-Albert Gerbais de Sonnaz est attaché de légation à Turin (1859), puis premier secrétaire à Bruxelles (1869). 
Il est agent diplomatique à Sofia (Bulgarie), au cours de la période allant de 1884 à 1893. Au cours de cette mission, il devient ministre plénipotentiaire de deuxième classe le 29 janvier 1888. Les titres de comte de Sonnaz, baron d'Aranthon, seigneur d'Habères, St. Romain et Vernaz lui sont reconnus par décret ministériel du 7 décembre 1886. Il poursuit sa carrière à La Haye (Pays-Bas), le 29 juin 1893. Il devient envoyé extraordinaire et ministre plénipotentiaire de première classe à Lisbonne (Portugal), le 18 novembre 1896, puis à Bruxelles (Belgique), le 2 juillet 1903,.
Son origine et sa carrière lui vallent d'être nommé sénateur, le 4 mars 1904.

### Un noble érudit
Le comte de Gerbaix de Sonnaz a également une activité d'érudit. Il est membre de plusieurs sociétés savantes dont la Società geografica italiana (1898), de la société de géographie de Lisbonne, membre correspondant de la Deputazione di Storia Patria (it) de Turin, de la Commission héraldique du Piémont, de l'Académie chablaisienne. Il est élu le 5 mars 1903 à l'Académie des sciences, belles-lettres et arts de Savoie, avec pour titre académique Effectif (titulaire). Il est par ailleurs président de l'Associazione fra oriundi Savoiardi e Nizzardi italiani pour laquelle il publie de nombreux articles.
Charles-Albert Gerbais de Sonnaz meurt le 16 avril 1920, à Rome. Il est le dernier représentant de la branche cadette dite d'Habères.

## Ouvrages
- Deux Mémoires sur le projet d'union de la Savoie au Corps helvétique  (1792-1796) par Carlo-Alberto Gerbaix de Sonnaz (Fert. Tome I ;fasc 3. 1913).
- Studi storici sul Contado di Savoia e Marchesato in Italia. 1884-1902, Torino. Roux e Viarengo. Editorici.

## Décorations
La carrière de diplomate de Charles-Albert Gerbais de Sonnaz lui a permis de devenir officier de plusieurs ordres,, :
- Commandeur de l'ordre de la Couronne d'Italie (1868) ;
- Grand officier (1901), Grand Cordon (1904) de l'ordre des Saints-Maurice-et-Lazare ;
- Grand croix de l'ordre de Saint-Alexandre ;
- Grand cordon de l'ordre de Léopold de Belgique ;

### Fonds d'archives
- Roger Devos, Archives de la famille de Gerbais de Sonnaz d'Habères, Annecy, Archives départementales de la Haute-Savoie, 1986, 335 p. (ISBN 2-86074-005-8, lire en ligne) (Sommaire disponible sur le site des AD de la Haute-Savoie).